# Pak Hyon-suk
Pak Hyon-suk (* 4. August 1985) ist eine nordkoreanische Gewichtheberin.

## Karriere
Ihren bislang größten Erfolg feierte Pak Hyon-suk bei den Olympischen Sommerspielen 2008 in Peking, wo sie in der Gewichtsklasse bis 63 kg die Goldmedaille mit einer Gesamtleistung 241 kg erringen konnte. Sie nahm auch an den Olympischen Sommerspielen 2004, wo sie den sechsten Platz mit 217,5 kg erreichte. Für Nordkorea gewann sie zudem die Bronzemedaille bei der Weltmeisterschaft 2007 mit 240 kg.